# Schweizer U23-Unihockeynationalmannschaft
Die Schweizer U23-Unihockeynationalmannschaft ist die Auswahl Schweizer Unihockeyspieler der Altersklasse U-23. Sie repräsentiert Swiss Unihockey auf internationaler Ebene, beispielsweise in Freundschaftsspielen gegen die Auswahlmannschaften anderer nationaler Verbände.

## Geschichte
Im Zuge der rasanten Entwicklung des internationalen Unihockey entschied sich swiss unihockey eine U23-Mannschaft einzuführen, welche die Lücke zwischen dem U19- und A-Nationalteam schliessen soll. Damit soll erreicht werden, dass ein breiterer Stamm an international konkurrenzfähigen Spielern für die Herren-Nationalmannschaft zur Verfügung steht.